# Wojciech Drygas
Wojciech Kazimierz Drygas (ur. 1 stycznia 1952 w Łodzi) – polski internista, profesor nauk medycznych, specjalista medycyny sportowej i zdrowia publicznego. Kierownik Zakładu Epidemiologii, Prewencji Chorób Układu Krążenia i Promocji Zdrowia w Instytucie Kardiologii w Warszawie oraz Katedry Medycyny Społecznej i Zapobiegawczej Uniwersytetu Medycznego w Łodzi.

## Życiorys
Urodził się 1 stycznia 1952 roku w Łodzi. Jego ojciec – Wojciech Drygas – był dziennikarzem, a matka nauczycielką. Młodszy brat, Maciej, jest reżyserem filmowym. 
W latach 1969–1975 studiował na Wydziale Lekarskim Akademii Medycznej w Łodzi. Ukończył również studia podyplomowe w zakresie ekonomiki zdrowia na Uniwersytecie w Yorku. Staże zagraniczne odbywał także w RFN, Francji i Kanadzie. Specjalizację z chorób wewnętrznych (I stopień) ukończył w 1979 roku, a dwa lata później zdobył specjalizację w dziedzinie medycyny sportowej. Habilitację uzyskał 1 stycznia 1990 roku w Akademii Medycznej w Łodzi, w specjalności kardiologia, tytuł jego pracy to Znaczenie powysiłkowych zmian wybranych badań układu hemostazy dla doskonalenia programów treningowych stosowanych w profilaktyce choroby niedokrwiennej serca. Tytuł naukowy profesora nauk medycznych został mu nadany przez prezydenta Aleksandra Kwaśniewskiego 9 maja 2001 roku. W latach 2001–2003 pełnił funkcję dziekana Wydziału Nauk o Zdrowiu Akademii Medycznej w Łodzi. W 2004 ukończył trzecią specjalizację: zdrowie publiczne.

## Działalność naukowa i wyróżnienia
W pracy naukowej Wojciech Drygas zajmuje się m.in. monitorowaniem stanu zdrowia w odniesieniu do chorób układu krążenia w populacji, na poziomie ogólnopolskim i regionalnym. Jest autorem licznych publikacji w języku polskim i angielskim, w tym około 140 prac indeksowanych w bazie PubMed (stan na 2015 rok).
W 2016 roku zajął 48. miejsce w rankingu 100 najbardziej wpływowych osób w medycynie w Polsce. W tym samym roku uzyskał również wyróżnienie w kategorii Lider Roku 2016 w Ochronie Zdrowia – zdrowie publiczne w konkursie Sukces Roku w Ochronie Zdrowia organizowanym przez wydawnictwo Termedia.

## Działalność społeczna
Przez wiele lat był koordynatorem ogólnopolskich kampanii zdrowotnych, prowadzonych w ramach Światowej Organizacji Zdrowia, m.in. koordynował akcję Postaw Serce na Nogi (mającą na celu promocję aktywnego i zdrowego trybu życia) oraz antynikotynową kampanię Rzuć palenie i wygraj (Quit and Win).

## Życie prywatne
Jest żonaty z Iwoną Grzelińską-Drygas, farmaceutką. Mają dwóch synów – Witolda (ur. 1981) i Krzysztofa (ur. 1983).

## Odznaczenia
- Złoty Krzyż Zasługi (2005)[17]